# Munnopsurus australis
Munnopsurus australis là một loài chân đều trong họ Munnopsidae. Loài này được Vanhöffen miêu tả khoa học năm 1914.